# Typhlops ater
Typhlops ater este o specie de șerpi din genul Typhlops, familia Typhlopidae, descrisă de Schlegel 1839. Conform Catalogue of Life specia Typhlops ater nu are subspecii cunoscute.